# نلسون پیکی جونیور
نلسون پیکی جونیور (پرتغالی: Nelson Piquet Jr.؛ زادهٔ ۲۵ ژوئیهٔ ۱۹۸۵) راننده خودروی مسابقه‌ای اهل برزیل است، وی در سال‌های ۲۰۰۸ و ۲۰۰۹ در مسابقات فرمول یک شرکت کرده است.